# Bolos de carretera irlandeses

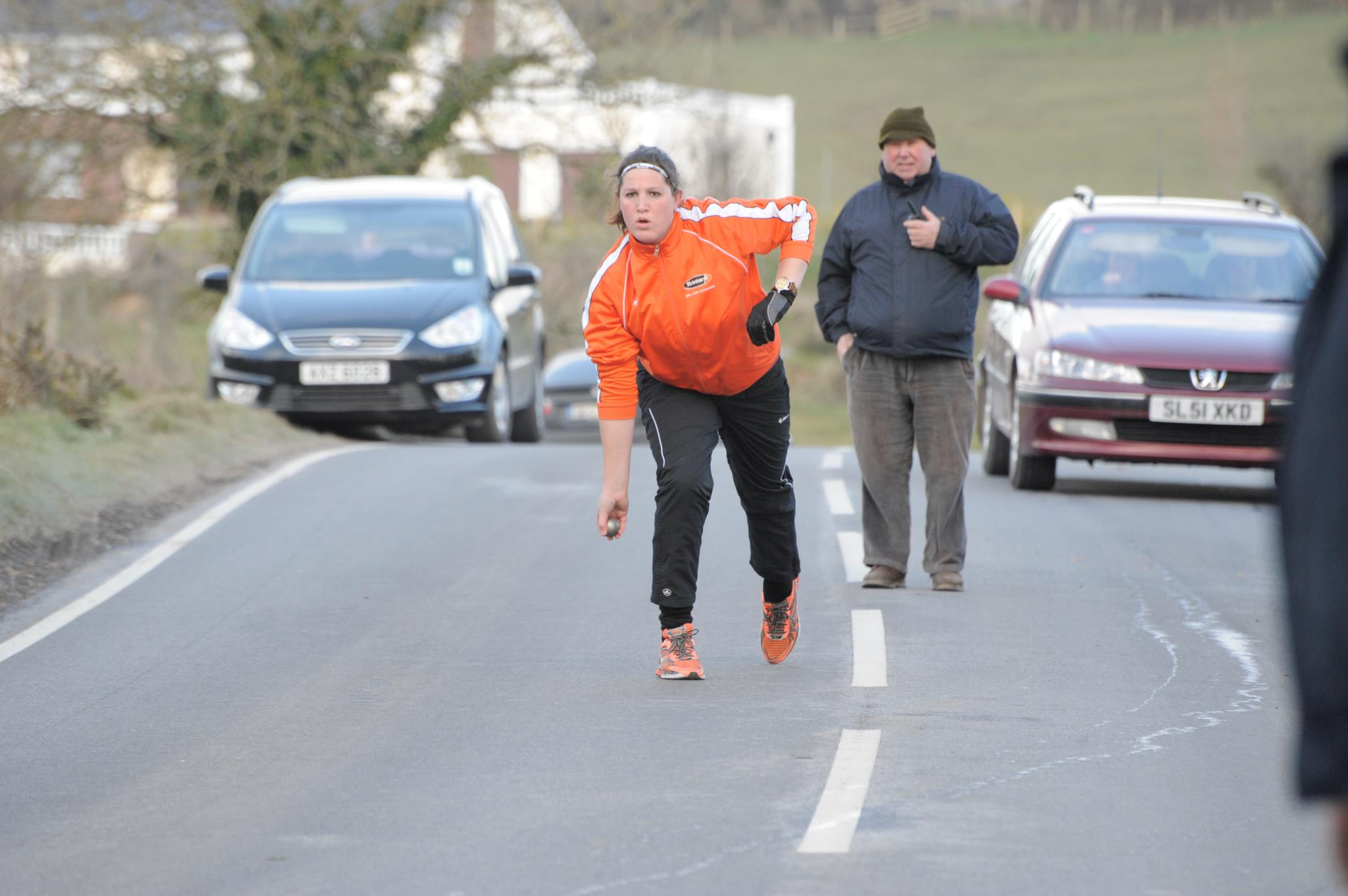

Bolos de carretera (en irlandés: Ból an toilet; también llamado [largas] balas) es un deporte  en irlandés: Ból an bhóthair que los competidores intentan realizar el menor número de lanzamientos para propulsar una bola metálica a lo largo de un recorrido predeterminado de caminos rurales. El deporte se originó en Irlanda y se juega principalmente en los condados de Armagh y Cork.
Los espectadores suelen apostar por el resultado y aconsejar a su competidor favorito en el transcurso de un partido o "marcador". Los bolos de carretera en Irlanda se rigen por la Asociación Irlandesa de Bolos de Carretera en irlandés: Ból Chumann na hÉireann. La serie All-Ireland 2016 tuvo lugar en Madden, condado de Armagh.